# دهام بن دواس
دهام بن دواس بن عبد الله الشعلان حاكم الرياض ما بين (1737 - 1773) دخل في حرب طويلة مع الدولة السعودية الأولى في الدرعية استمرت سبعة وعشرين عاما حتى ترك الرياض خارجاً منها عام 1187هـ.

## نشأته
ولد دهام بن دواس في بلدة منفوحة جنوب مدينة الرياض لأسرة آل شعلان من الجلاليل من بني حنيفة نسباً، ومن العفسة من قبيلة واصّل من بريه من مطير حلفاً، كان والد دهام أميراً على منفوحة فلما توفي خلفه ابنه محمد بن دواس فاستمر بالحكم إلى أن ثاروا عليه أهل منفوحة وقتلوه فخرج إخوانه دهام ومشلب وتركي وفهد إلى زيد بن موسى آل زرعة حاكم مقرن الرياض وأقاموا عنده وتزوج زيد بن موسى أختهم.

## حكمه للرياض
في عام 1046هـ قُتل زيد بن موسى بن سلامة أبو زرعة حاكم الرياض في موقعة بينه وبين عنزة وخلت الرياض من حاكم فقام أحد عبيده ويدعى خميس بحكم الرياض كوصي على أبنائه.
وخلال حكمه لمقرن (الرياض) نقم عليه أهلها لأمور أحدثها فهرب وترك الرياض في 1050هـ خوفا من أهلها، فلما كان ذلك أصبح دهام بن دواس وصيا على أبناء زيد بصفته خالهم وأحق الناس بالوصاية عليهم فلما استوثق من شؤون الحكم تولى الحكم بنفسه وأخرج أبناء زيد من الرياض فثار عليه أهل الرياض وحاصروه في قصره فأرسل دهام إلى حاكم الدرعية محمد بن سعود يخبره بما هو فيه من حصار ويطلب نجدته فبعث له محمد بن سعود أخوه مشاري بن سعود بجيش فلما وصلوا للرياض وجدوهم متجمهرين فقاتلوهم حتى تفرق أهل الرياض عن القصر ورجع دهام بن دواس إلى الحكم، وفي عهده قام بضم معكال ومقرن والعود وغيرها من المحلات بسور واحد وسميت فيما بعد مجتمعة بالرياض وبنى بها قصرا للحكم سمي بقصر بن دواس الذي هدمه ابن رشيد حينما قضى على الدولة السعودية الثانية عام 1891م، حيث بني قصر الحكم الحالي على أنقاضه. وكان بناء الحصون وتشييد القصر والسور في القرن الثامن عشر الميلادي، إبان اشتعل نار الحرب بين بن دواس وبن سعود عند قيامه بنصرة دعوة محمد بن عبد الوهاب التي كان دهام بن دواس من أهم وأول المعارضين لها حين أعلنها صريحة قائلاً: (من هو ابن مقرن ليحمل مفاتيح الجنة وينذر الناس بنار؟)

## حربه مع الدرعية
بعد أن استقام له الحكم في الرياض شن دواس الحرب على منفوحة وجمع جيشا من الظفير وأهل الرياض وضم منفوحة إليه
فلما علم محمد بن سعود بذلك في الدرعية غزا الرياض واشتبك مع دهام واستمرت الحرب بينهما 17 عاما حيث انتهى بالصلح 1177هـ ثم توفي بعدها محمد بن سعود بسنتين عام 1179هـ فنقض دهام الصلح ولم تنتهي الحرب إلا عام 1187 حينا جمع عبد العزيز بن محمد جيشه لغزو الرياض فلما اقتربوا من الرياض تركها دهام له وخرج منها
وقال للأهل الرياض:
(يا أهل الرياض كلكم يعلم بأني خضت معارك كثيرة مع ابن سعود وأما الآن فقد سئمت الحروب وتركت له البلد فمن أراد منكم مرافقتي فليفعل ومن شاء البقاء في المدينة فليبق)
ثم غادرها وخرج أهل الرياض منها إلى البيداء فدخلها عبد العزيز بن محمد وهي خالية من أهلها إلا قليلا ممن تخلفوا.
وخلال حروب دهام بن دواس للدرعية التي استمرت 27 عام قتل من الطرفين 4,000 مقاتل منهم 2,300 من أهل الرياض و 1,700 من أهل الدرعية.